# Wesley So
Wesley Barbasa So (født 9. oktober 1993) er en filippinsk-amerikansk Stormester i skak, og verdensmester i Fischer Random skak. Han er tredobbelt filippinsk mester og vandt det amerikanske mesterskab i 2017. I marts 2017 var han rangeret som den næstbedste spiller på FIDE's verdensrangliste, med en Elo-rating på 2822, hvilket gør ham den til femtehøjest ratede person nogensinde.
So blev den yngste spiller nogensinde, der nåede en rating på 2600 i oktober 2008, hvorved han slog den tidligere rekord, som Magnus Carlsen havde. Rekorden blev siden slået af John M. Burke. I begyndelsen af 2013 passerede So en rating på 2700, og i januar 2017 blev han den 11. spiller nogensinde, der fik en rating på over 2800.